# Генк тен Кате
Генк тен Кате (нід. Henk ten Cate, нар. 9 грудня 1954, Амстердам, Нідерланди) — нідерландський футболіст, що грав на позиції флангового півзахисника. По завершенні ігрової кар'єри — тренер. З 2016 року очолює тренерський штаб команди «Аль-Джазіра».
Як тренер володар Кубка Нідерландів та чемпіон ОАЕ.

## Ігрова кар'єра
У дорослому футболі дебютував 1973 року виступами за команду клубу «Вітессе», в якій провів один сезон, взявши участь у чотирьох матчах чемпіонату.
Згодом з 1977 по 1982 рік грав у складі команд клубів «Реден», «Гоу Егед Іглз», «Едмонтон Дріллерс» (в оренді з «Гоу Егед Іглз») та «Телстар» (в оренді з «Гоу Егед Іглз»).
Завершив професійну ігрову кар'єру у клубі «Гераклес» (Алмело), за команду якого виступав протягом 1985—1986 років.

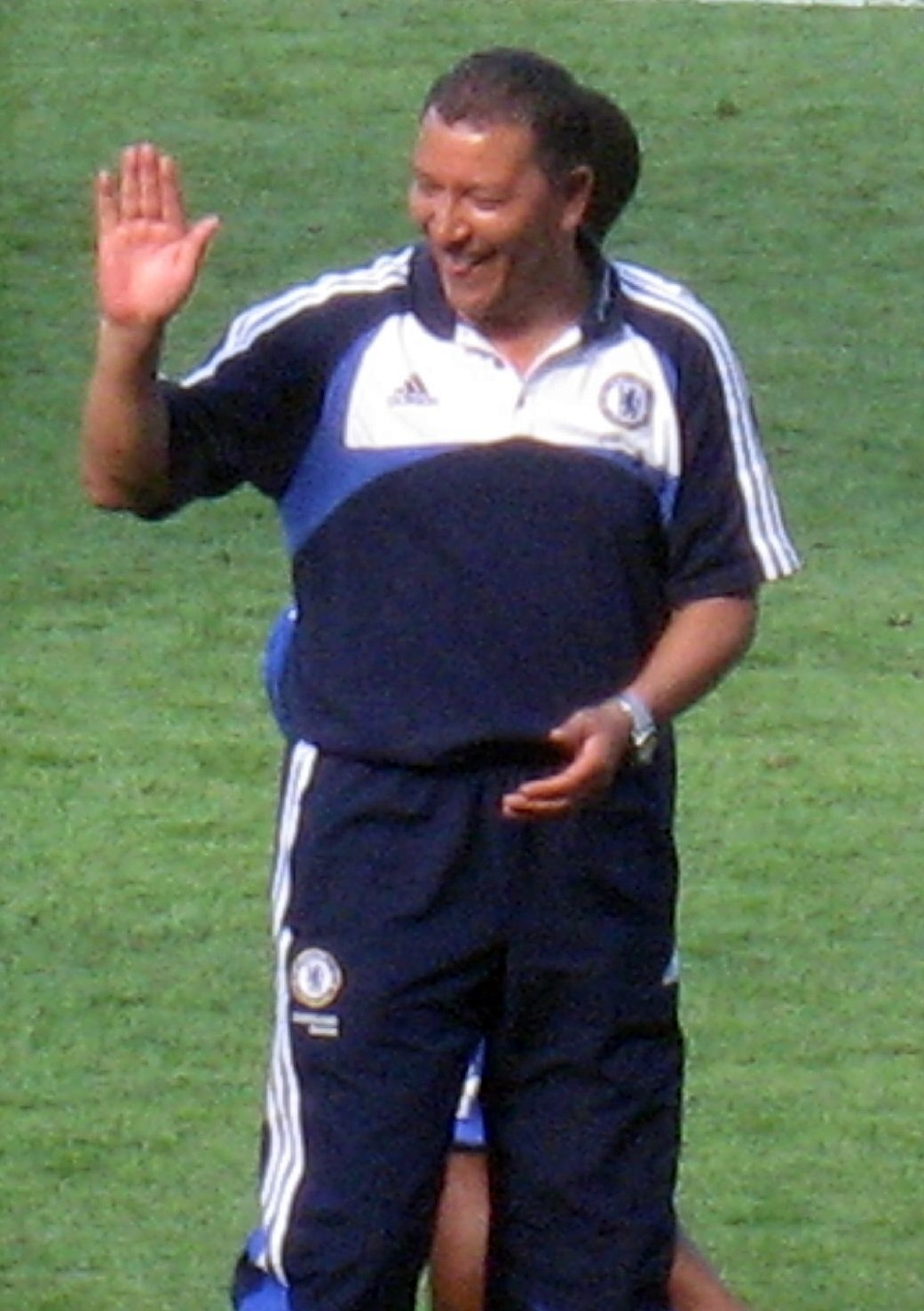
Тен Кате під час роботи в «Челсі»

## Кар'єра тренера
Розпочав тренерську кар'єру невдовзі по завершенні кар'єри гравця, 1988 року, увійшовши до тренерського штабу клубу «Гоу Егед Іглз». 1990 року став головним тренером команди, тренував команду з Девентера ще один рік.
Після цього працював у клубах «Гераклес» (Алмело), «Реден» та знову в «Гоу Егед Іглз».
1995 року прийняв пропозицію попрацювати у клубі «Спарта». Залишив команду з Роттердама 1997 року.
Протягом одного року, починаючи з 1997, був головним тренером команди «Вітессе». 1999 року був запрошений керівництвом клубу МТК (Будапешт) очолити його команду, з якою пропрацював до 2000 року.
З 2000 і по 2003 рік очолював тренерський штаб команди «НАК Бреда». 2006 року став головним тренером команди «Аякс», тренував команду з Амстердама один рік.
Згодом протягом 2008—2009 років очолював тренерський штаб клубу «Панатінаїкос». 2013 року прийняв пропозицію попрацювати у клубі «Спарта». Залишив команду з Роттердама 2013 року.
Протягом тренерської кар'єри також очолював команди клубів «Гераклес» (Алмело), «Реден», «Юрдінген 05», «Аль-Аглі» (Дубай), «Умм-Салаль» та «Шаньдун Лунен», а також входив до тренерських штабів клубів «Гераклес» (Алмело), «Барселона» та «Челсі».
З 2016 року очолює тренерський штаб команди «Аль-Джазіра», яку відразу ж привів до перемоги в еміратському чемпіонаті. Надалі продовжував працювати на близькому сході, тренуючи також еміратський «Аль-Вахда» (Абу-Дабі) (двічі) та саудівський «Аль-Іттіхад».

## Досягнення

### Як тренера
- Володар Кубка Нідерландів:

«Аякс»: 2006–2007
- Володар Суперкубка Нідерландів:

«Аякс»: 2006, 2007
- Чемпіон ОАЕ:

«Аль-Джазіра»: 2016–2017
- Володар Кубка Президента ОАЕ:

«Аль-Джазіра»: 2015–2016